# Катеринівка (Київ)
Катеринівка — дачне селище, історична місцевість Києва, розташована на західній околиці міста (вздовж Берестейського шосе у Святошинському лісі. З іншими частинами Києва забудовою не з'єднана, найближче розташовані Святошин, Біличі та село Петропавлівська Борщагівка Бучанського району).

## Історія
Катеринівка була закладена 1895 року Київським доброчинним товариством як дачне селище. Спершу мала назву Сулимівські дачі (від Сулимівського пансіону, що ним опікувалося Товариство). Фактичну забудову розпочато лише у 1905–1906 роках. Тоді ж здобуло назву Катеринівка на честь Катерини Клейгельс — дружини тодішнього Київського, Подільського та Волинського генерал-губернатора Миколая Клейгельса, яка тоді була головою ради Товариства. За адресними довідниками 1912–1913 років у селищі було понад 20 дач, а 12 ділянок належали Товариству.
1923 року Катеринівка увійшла до складу міста. У 1938 році було здійснено спробу перейменувати селище на Жовтневе, але назва не прижилася і селище продовжували називати Катеринівкою. У 1960-ті роки було перейменовано всі вулиці, що досі мали назви Катеринівські та Катеринівські Поперечні.
Нині Катеринівка існує майже в такому ж вигляді, як і колись — жодні зміни її практично не торкнулися. Первісна мережа вулиць збереглася донині (усього чотири вулиці: Сулимівська, Михайла Чалого, Українського відродження, Костянтина Герасименка та Берестейське шосе).
У Катеринівці збереглась пам'ятка архітектури національного значення — Поштова станція на 15-му кілометрі траси Київ — Житомир: «Будинок II розряду з готелем», що мала кімнати для проїжджих та примикаючі одноповерхові будівлі ямщика, каретної та конюшні. Збудована в 1846 році в стилі неоготики за зразковим проєктом 1843 року. 
Поряд з Катеринівкою планується створення буферного парку «Катеринівка».

## Зображення

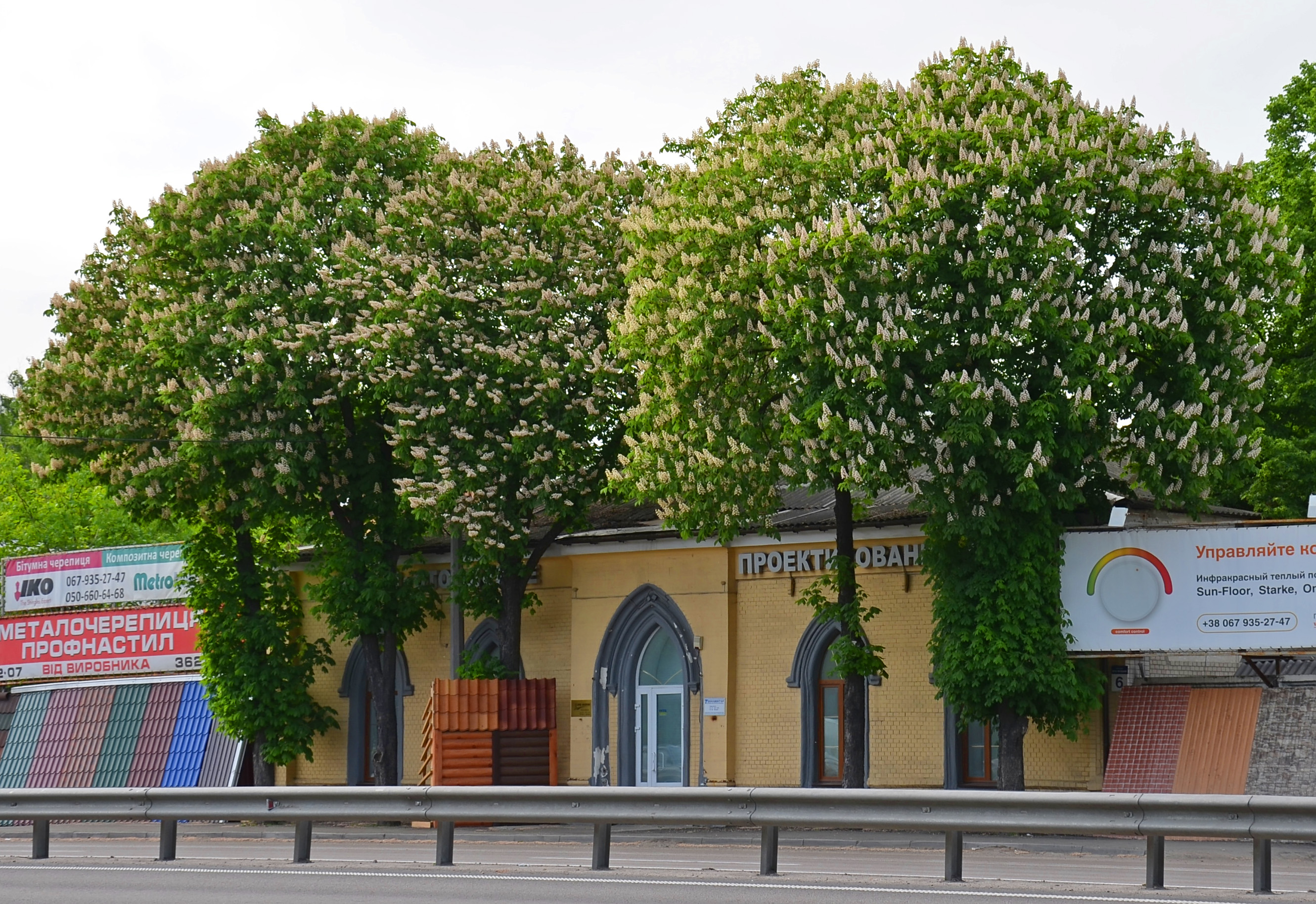
Поштова станція у Катеринівці
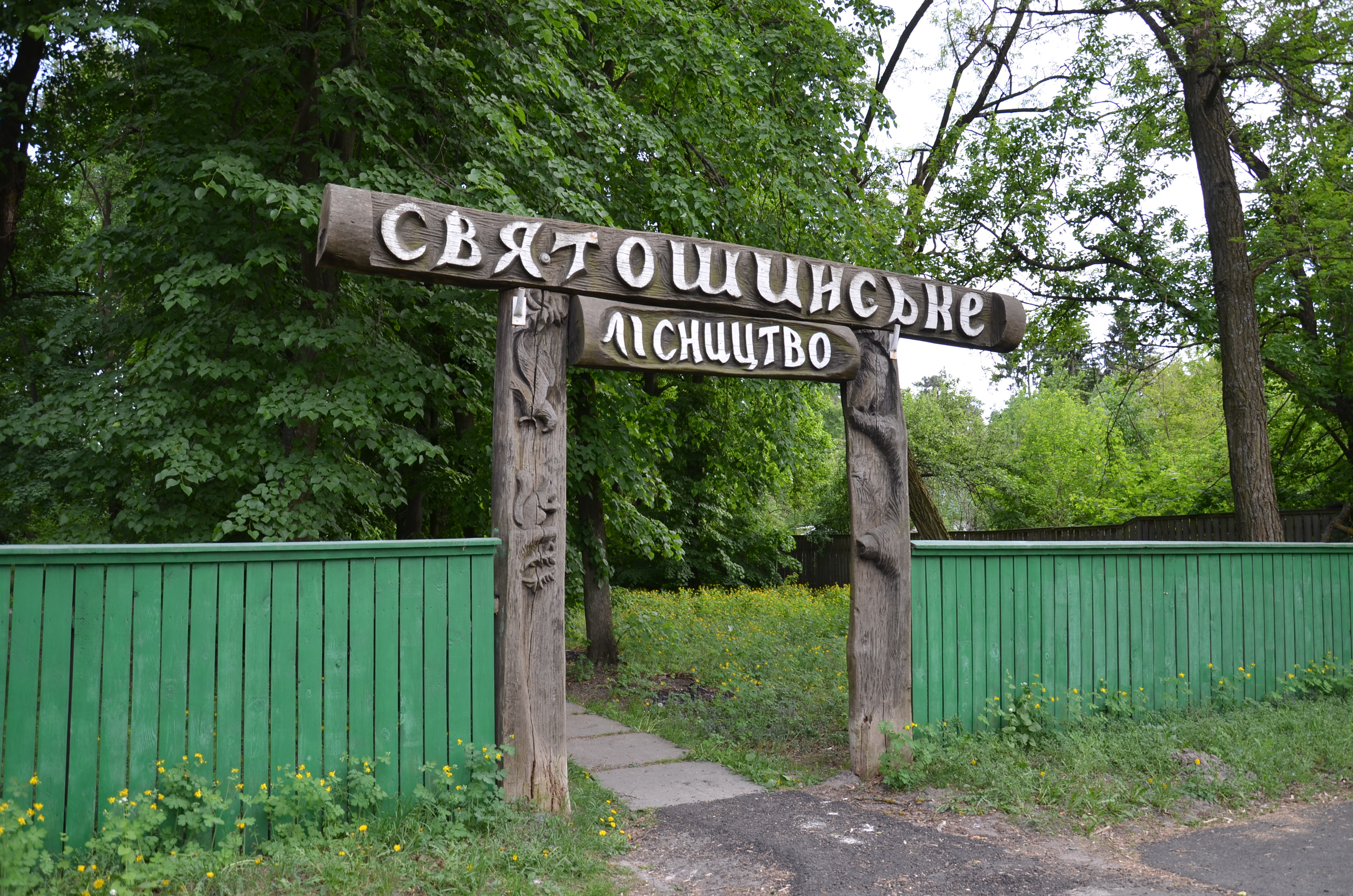
Святошинське лісництво, Катеринівка
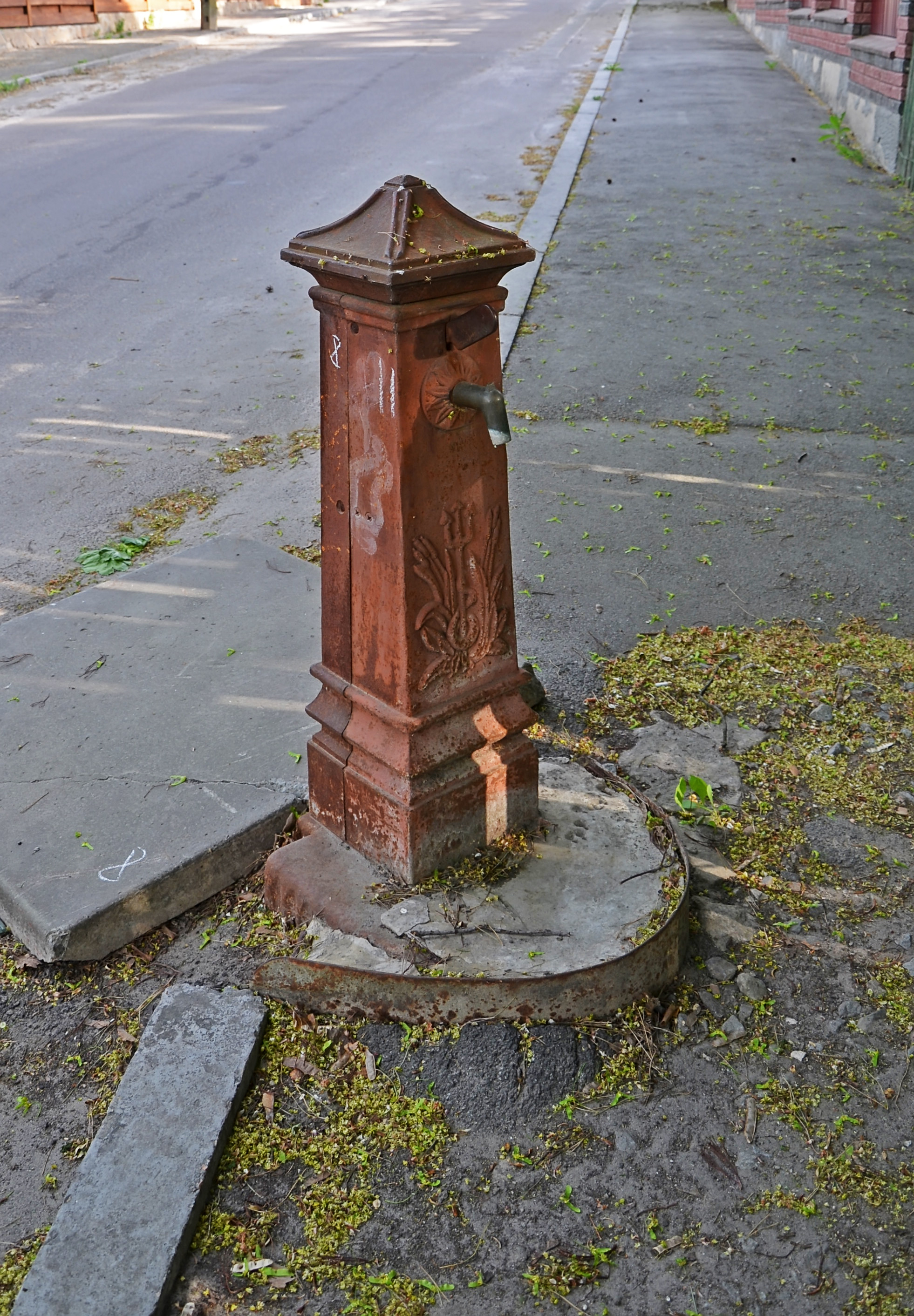
Старовинна колонка у Катеринівці